# Масацький сільський округ
Маса́цький сільський округ (каз. Масақ ауылдық округі, рос. Масакский сельский округ) — адміністративна одиниця у складі Єнбекшиказахського району Алматинської області Казахстану. Адміністративний центр — село Казтая Ултаракова.
Населення — 4270 осіб (2021; 5309 у 2009, 3752 у 1999, 4197 у 1989).
Станом на 1989 рік існувала Масацька сільська рада (села Масак, Нурли) колишнього Чиліцького району.

## Склад
До складу округу входять такі населені пункти:
| Населений пункт         | Населення, осіб (1989) | Населення, осіб (1999) | Населення, осіб (2009) | Населення, осіб (2021) |
| ----------------------- | ---------------------- | ---------------------- | ---------------------- | ---------------------- |
| Казтая Ултаракова, село | 2202                   | 2387                   | 2943                   | 2595                   |
| --Кизилбаз              | -                      | -                      | -                      | 6                      |
| --Чадай                 | -                      | -                      | 1                      | 5                      |
| Нурли, село             | 1995                   | 1365                   | 2365                   | 1663                   |
| --Підхоз                | -                      | -                      | -                      | 1                      |